# صبغي 2

الصبغي 2

صبغي 2 أو كروموسوم 2 هو واحد من 23 زوجا من الكروموسومات الموجودة في البشر. اغلب الناس لديهم عادة نسختين من هذا الكروموسوم. كروموسوم 2 وهو ثاني أكبر كروموسوم موجود عند الإنسان، الذي يمتد لأكثر من 243,000,000 أزواج قاعدية تكوّن الدنا (DNA) والتي تمثل ما يقرب من 8٪ من إجمالي DNA في أنوية الخلايا.
تحديد الجينات على كل كروموسوم هي منطقة نشطة للبحث الوراثي. لأن الباحثين استخداموا مناهج مختلفة لتقدير عدد الجينات على كل كروموسوم. ويقدر عدد الجينات الصبغي 2 بـ 1491، بما في ذلك HOXD homeobox الكتلة الجينة.
تحوي الخلية البشرية 46 كروموسوم تقسم إلى 23 زوج من الكروموسومات لهذا فهناك نسختان من كروموسوم 2 : الأولى
من الأم والثانية من الأب. كروموسوم 2 هو ثاني أكبر كروموسوم لدى الإنسان وعليه حوالي 243 مليون زوج قاعدي bp ويشكل حوالي
8% من الحمض النووي في الخلية. معرفة عدد الجينات الموجودة على الكروموسوم مختلف عليها باختلاف الطرق
المستخدمة ولكن من المحتمل ان الصبغي 2 (إنسان) يحوي ما بين 1.300-1.400 جين.
هذه الجينات تلعب دورا هاما في الجسم فهي تـكوّن بروتينات وإنزيمات، كما تضبط نمو الإنسان وتنوع خلاياه.

## التطور والتكوين

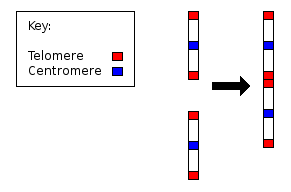
اندماج صبغيين من سلفية الإنسان مخلفة تيلوميرات وسنتروميرات أثرية.

كل الأصناف من أعضاء مجموعة القردة العليا (انظر صفحة قردة عليا), عدا الإنسان والنياندرتال لديهم 24 زوج من الكروموسومات. الإنسان لديه 23 زوج. كروموسوم 2 هو نتيجة اندماج كروموسمين من أسلاف الإنسان - وتحديدا اندماج صبغي 2 أ مع صبغي 2 ب لسلف الشمبانزي - ويعتبر دليلا قويا على السلف المشترك بين الإنسان والقردة.
هناك الكثير من الأمراض المرتبطة بتغيرات للجينات على الكرموسوم رقم 2 .. التغيير في تركيب الكروموسوم أو عدد النسخ منه
يمكن ان تسبب امراض تضر بصحة الإنسان ونموه ومن الامثلة على ذلك
1-السرطان: التغير في تركيب كروموسوم رقم 2 ترتبط مع أنواع معينة من السرطانات وحالات ترتبط مع السرطان وتكون هذه التغيرات
خلال حياة الفرد أي انها مكتسبة على سبيل المثال تغير اماكن الجينات بين الكروموسوم رقم 2 و3
ترتبط مع بعض أنواع سرطانات الدم myeloid malignancies... تضاعف الكروموسوم رقم 2
بحيث يكون هناك ثلاثة نسخ منه بدلا من نسختين وجد في حالة myelodysplastic syndrome.
2-حذف منطفة 37 من الذراع q
2q37 deletion-3 هذا يكون حذف للمنطقة الجينية الموجودة على الذراع الطويل q من الكروموسوم
ويحدث هذا الحذف عند نهاية الكروموسوم ويختلف حجم هذا الحذف باختلاف الأشخاص انفسهم
وتشمل اعراض المرض توحد..نقص القدر العقلية.. قصر القامة..السمنة..ومظهر مميز للوجه

## الجينات
بين الجينات الموجودة على الكروموسوم 2 هي:
- -AGXT : ألانين-غليوكسيلات الألانين (الداء الأوكسالي الأول؛ فرط أوكسالات البول I؛ glycolicaciduria؛ سيرين-البيروفات الألانين) ALS2
- - : التصلب الجانبي الضموري 2 (الأحداث)COL3A1
- - : الكولاجين، النوع الثالث، ألفا 1 (إهلرز متلازمة إيلر-IV نوع، جسمي قاهر)
- -COL4A3 : الكولاجين، النوع الرابع، ألفا 3 (مستضد Goodpasture)
- -COL4A4 : الكولاجين، النوع الرابع، 4 ألفا
- - COL5A2: الكولاجين، ونوع V، ألفا 2
- -CTLA4 : الخلايا الليمفاوية السامة T-4 مستضد
- -الحظا: هيدروكسي-A أنزيم A dehydrogenase/3-ketoacyl-Coenzyme ثيولاز / enoyl-A أنزيم هيدراتاز (بروتين ثلاثي الوظيفة)، ألفا الوحيدات
- -HADHB : هيدروكسي-A أنزيم A dehydrogenase/3-ketoacyl-Coenzyme ثيولاز / enoyl أنزيم-A هيدراتاز (بروتين ثلاثي الوظيفة)، بيتا الوحيدات
- - NCL : نوكليولين
- -NR4A2 : فصيلة مستقبلات النووية 4، المجموعة A، الأعضاء 2
- -OTOF : otoferlin
- -PAX3 : يقترن الجين مربع 3 (متلازمة فاردنبورغ 1)
- -PAX8 : يقترن الجين الإطار 8
- -PELI1 : يغاز اليوبيكويتين
- -SLC40A1 : مذاب الأسرة الناقل 40 (الحديد التنظيم نقل)، الأعضاء 1
- - SSB : سجوجرن متلازمة B مستضد
- -TPO : البيروكسيديز الغدة الدرقية

2-الجينات الموجودة على الذراع القصير من الصبغي تشمل هذه
- -ALMS1
- -ABCG5 وABCG8 : ATP ملزم راديو كاسيت، فصيلة A، 5 و 8 أعضاء
- -MSH2 : mutS homolog 2، سرطان القولون، نونبوليبوسيس نوع 1 (كولاي)
- -MSH6 : mutS homolog 6 (كولاي)
- -WDR35 (IFT121: TULP4): نقل intraflagellar 121

3-الجينات الموجودة على الذراع الطويلة لكروموسوم تشمل هذه:
- - ABCA12 : ATP ملزم كاسيت وشبه العائلية A (ABC1)، 12 الأعضاء
- -BMPR2 : مستقبلات البروتين العظام تخلقية، النوع الثاني (سيرين / ثريونين كيناز)
- -TBR1 : T-مربع، الدماغ،

## اقرأ أيضا
- مشروع الجينوم البشري
- مشروع جينوم الشمبانزي